# Christus-Kirche (Kerpen)

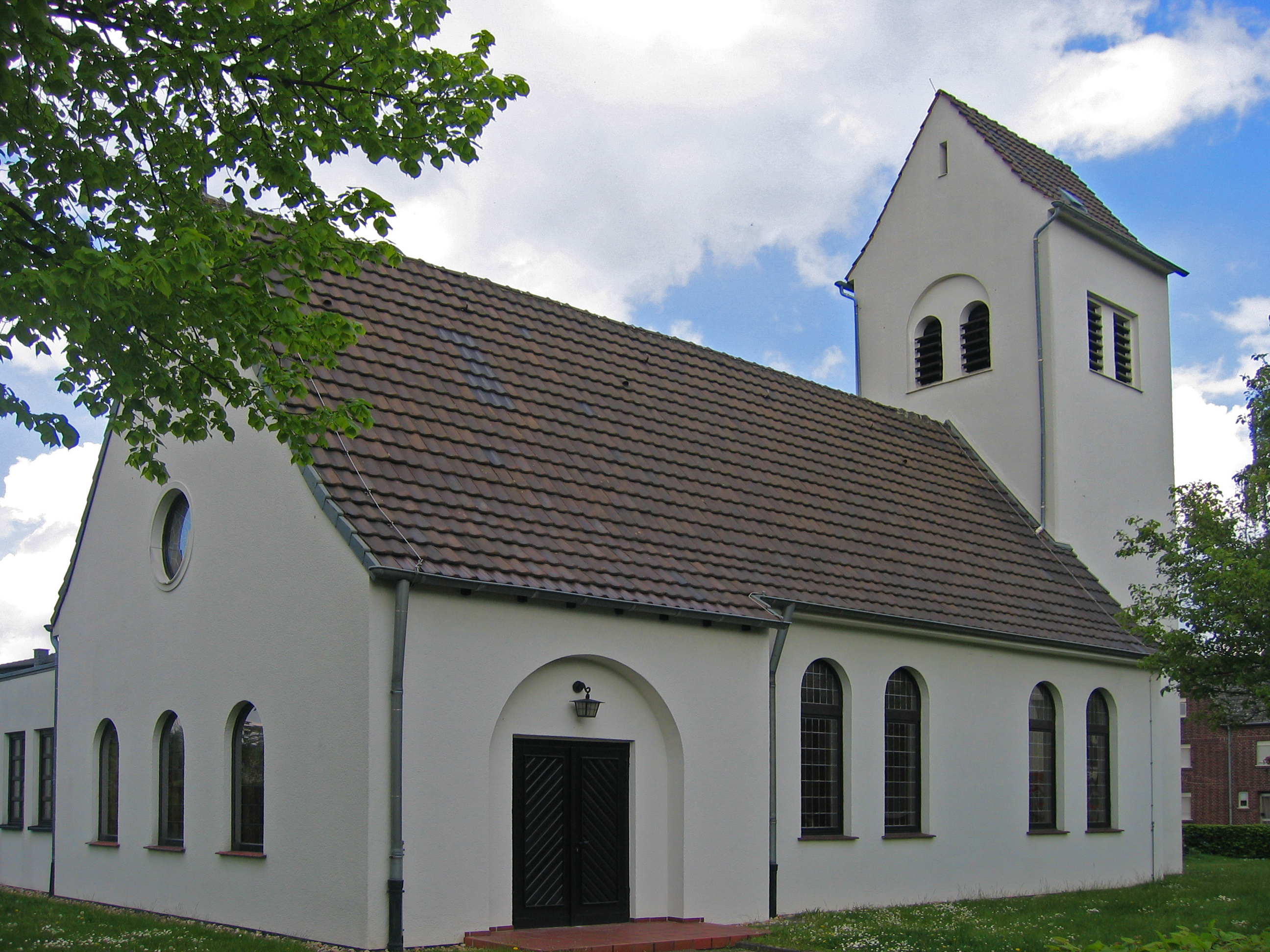
Evangelische Christus-Kirche, Sindorf

Die Christus-Kirche im Stadtteil Sindorf der Stadt Kerpen gehört zur Evangelischen Kirchengemeinde Sindorf im Kirchenkreis Köln-Süd der Evangelischen Kirche im Rheinland.

## Gemeindegeschichte
Die ersten Evangelischen des Bezirks wurden zu Anfang noch von der Frechener Gemeinde betreut. Die Gemeinde Kerpen/Horrem war dann seit 1928 selbständig. Sie wurde 1948 in die Bezirke  Sindorf mit den Orten Götzenkirchen, Boisdorf, Heppendorf und  Ahe und den Bezirk von Brüggen bis Niederbolheim aufgeteilt. Am 1. Januar 1972 wurde der Bezirk selbständig. Gottesdienst wurde zeitweise in der katholischen Kirche St. Ulrich gehalten. Ein Kirchbau wurde ab 1950 geplant, der aber nur durch eine Spende der Vereinigten Glaswerke, Werk Sindorf, möglich wurde. Nach Plänen von 1951 des Architekten der Evangelischen Kirche im Rheinland, Assessor Prell, bauten der lokale Bauunternehmer Kost und der Architekt Krohn aus Mödrath die Kirche. Grundsteinlegung war am 13. Juli 1953, und bereits am 2. Advent, dem 6. Dezember, wurde die Kirche eingeweiht.

## Baubeschreibung
Die Kirche ist ein schlichter Bau unter einem steilen Satteldach mit Platz für etwa 200 Personen. Licht fällt durch auf der Seite des seitlichen Eingangs unter der Empore befindliche, je zwei rundbogige Fenster. Ein flacher Anbau auf der gegenüberliegenden Seite von 1994 mit Sakristei, Sanitär- und Wirtschaftsräumen lässt nur Platz für ein Fensterpaar. Der Turm, ebenfalls mit Satteldach, ist hinter den Chorbereich gesetzt. Der Bereich unter der Empore kann abgetrennt und so für Gruppenarbeit und als Gemeindesaal genutzt werden.

## Ausstattung
Die Stahlglocken vom Bochumer Verein konnten 1956 und 1959 angeschafft werden. Der Gemeindegesang wurde durch ein Harmonium begleitet. Erst 1971 konnte von der Muttergemeinde eine Orgel aus der Werkstatt Peter übernommen und restauriert werden, die 2014 durch die Werkstatt Siegfried Merten neu aufgebaut wurde unter Verwendung von Pfeifen und Teilen des alten Werks. Sie hat zwei Manuale und 15 Register.